# But Daddy I Love Him

But Daddy I Love Him  est une chanson de la chanteuse et autrice-compositrice Taylor Swift issue de son onzième album studio,The Tortured Poets Department. Swift et Aaron Dessner ont écrit la chanson, et l'ont produite avec Jack Antonoff. Musicalement, « But Daddy I Love Him » est une ballade folk-rock avec des éléments de country et de rock. Ses paroles ciblent les détracteurs de la vie amoureuse de Swift. Les critiques ont généralement fait l'éloge de l'écriture de la chanson comme intense mais humoristique[réf. nécessaire], certains choisissant la piste comme un point fort de l'album.